# Music Played by Humans
Music Played by Humans è il quinto album in studio da solista del cantautore britannico Gary Barlow, pubblicato nel 2020.

## Tracce
Tutti i brani sono stati scritti dallo stesso Gary Barlow, eccetto dove indicato.
1. Who's Driving This Thing – 4:12 (Gary Barlow, Tim Firth)
2. Incredible – 2:45
3. Elita (featuring Michael Bublé & Sebastián Yatra) – 3:30 (Barlow, Jean Rodriguez, Michael Bublé, Sebastián Yatra)
4. The Big Bass Drum – 3:35
5. This Is My Time – 3:27
6. Enough Is Enough (featuring Beverley Knight) – 3:26
7. Bad Libran – 4:21 (Barlow, Firth)
8. Eleven (featuring Ibrahim Maalouf) – 3:54
9. Before We Get Too Old (featuring Avishai Cohen) – 4:07 (Barlow, Firth)
10. Supernatural – 3:32
11. Oh What a Day (featuring Chilly Gonzales) – 3:45
12. What Leaving's All About (featuring Alesha Dixon) – 3:02
13. The Kind of Friend I Need (featuring James Corden) – 4:03 (Barlow, Firth)
14. I Didn't See That Coming – 2:47

Tracce bonus nell'edizione deluxe
1. Let's Get Drunk – 4:31
2. The Day the World Stopped Turning – 3:52
3. You Make the Sun Shine (featuring Barry Manilow) – 3:08
4. Incredible (Acoustic) – 3:46
5. Incredible (F9 Charleston Remix) – 3:20